# Marc Benioff
Marc Russell Benioff (nacido el 25 de septiembre de 1964) es un filántropo y empresario de Internet estadounidense. Benioff es conocido por ser el cofundador, presidente y director ejecutivo de la empresa de software Salesforce, además de ser propietario de la revista Time desde 2018.

## Temprana edad y educación
Benioff se crio en una familia judía en el Área de la Bahía de San Francisco. Se graduó de Burlingame High School en 1982. Benioff recibió una licenciatura en administración de empresas de la Universidad del Sur de California, donde fue miembro de la fraternidad Tau Kappa Epsilon, en 1986.
Benioff es primo segundo del showrunner y guionista de televisión David Benioff, conocido por Game of Thrones. Está casado con Lynne Benioff y tiene dos hijos. La familia vive en San Francisco, California.

## Carrera
Mientras estaba en la escuela secundaria, Benioff vendió su primera aplicación, How to Juggle, por $75. En 1979, cuando tenía 15 años, Benioff fundó Liberty Software, creando y vendiendo juegos como Flapper y King Arthur's Heir para Atari de 8 bits. Las regalías de estos juegos ayudaron a Benioff a pagar la universidad.
Mientras estaba en la USC, Benioff realizó una pasantía como programador en Apple. Se unió a Oracle Corporation en una función de servicio al cliente después de graduarse. Benioff trabajó en Oracle durante 13 años en una variedad de funciones de ventas, marketing y desarrollo de productos. A los 23 años, fue nombrado Novato del Año de Oracle. Tres años más tarde, se convirtió en la persona más joven en la historia de la empresa en obtener el título de vicepresidente.
Benioff fundó Salesforce en 1999 en un apartamento de San Francisco y definió su misión en una declaración de marketing como "El fin del software". Este era un eslogan que usaba con frecuencia para predicar sobre el software en la Web y lo usaba como una táctica de marketing de guerrilla contra el competidor dominante de CD-ROM CRM Siebel en ese momento. Salesforce fue la primera empresa en ofrecer software como servicio, lo que permitió a personas y empresas alquilar software a través de Internet en lugar de instalar los programas en las máquinas. Benioff amplió las ofertas de Salesforce a principios de la década de 2000 con la idea de una plataforma que permitiera a los desarrolladores crear aplicaciones.
Benioff también es miembro de la Junta de Síndicos del Foro Económico Mundial y de la Junta de Síndicos de la USC.
El 16 de septiembre de 2018, Marc y su esposa Lynne compraron Time por $190 millones.
En 2019, Benioff inició Time Ventures, un fondo de capital de riesgo que ha invertido en varias empresas, incluidas Commonwealth Fusion Systems, Universal Hydrogen y NCX. En 2021, dos empresas respaldadas por Time Venture, Planet Labs e IonQ, se hicieron públicas.
Benioff es miembro de Business Roundtable, un grupo de defensa de directores ejecutivos y del Business Council.
En noviembre de 2021, Benioff se convirtió en codirector ejecutivo de Salesforce cuando se anunció el ascenso de Bret Taylor a codirector ejecutivo.
En febrero de 2022, Benioff tenía un patrimonio neto estimado de 8310 millones de dólares estadounidenses según el índice de multimillonarios de Bloomberg.

### Trabajo coescrito
Benioff ha coescrito cuatro libros sobre negocios y tecnología. En 2004, coescribió Compassionate Capitalism: How Corporations Can Make Doing Good a Integral Part of Doing Well con Karen Southwick(Capitalismo compasivo: cómo las corporaciones pueden hacer que hacer el bien sea una parte integral de hacerlo bien con Karen Southwick). En 2006, coescribió The Business of Changing the World: 20 Great Leaders on Strategic Corporate Philanthropy con Carlye Adler. En 2009, coescribió Detrás de la nube: la historia no contada de cómo Salesforce.com pasó de ser una idea a una empresa multimillonaria y revolucionó una industria, también con Carlye Adler. En 2019, coescribió nuevamente Trailblazer: The Power of Business as the Greatest Platform for Change, con Monica Langley. El libro se convirtió en un éxito de ventas del New York Times.

## Reconocimiento

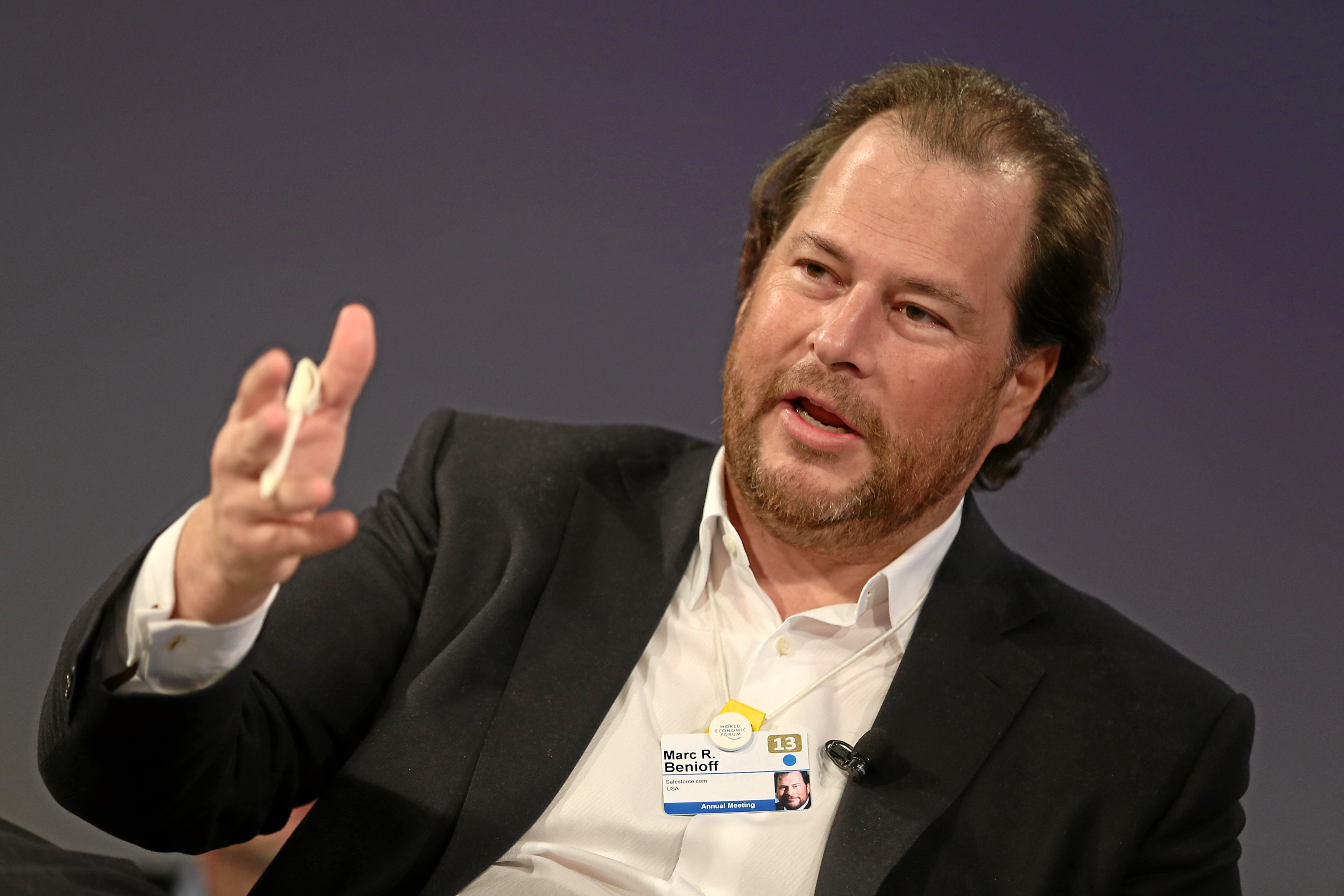
Benioff durante el WEF 2013

En 2003, el presidente Bush nombró a Benioff copresidente del Comité Asesor de Tecnología de la Información del Presidente.
En 2009, Benioff fue nombrado Joven Líder Global por el Foro Económico Mundial y es miembro de su Patronato.
En 2012, el periódico Barron's lo nombró uno de los "Mejores directores ejecutivos del mundo" y recibió el premio a la innovación de The Economist.
En 2014, los lectores de Fortune lo votaron como "Empresario del año"
En 2016, la revista Fortune lo nombró uno de los "50 líderes más grandes del mundo".
En 2019, fue reconocido como uno de los 10 directores ejecutivos con mejor desempeño por Harvard Business Review y como el director ejecutivo de CNN Business de 2020.

## Filantropía

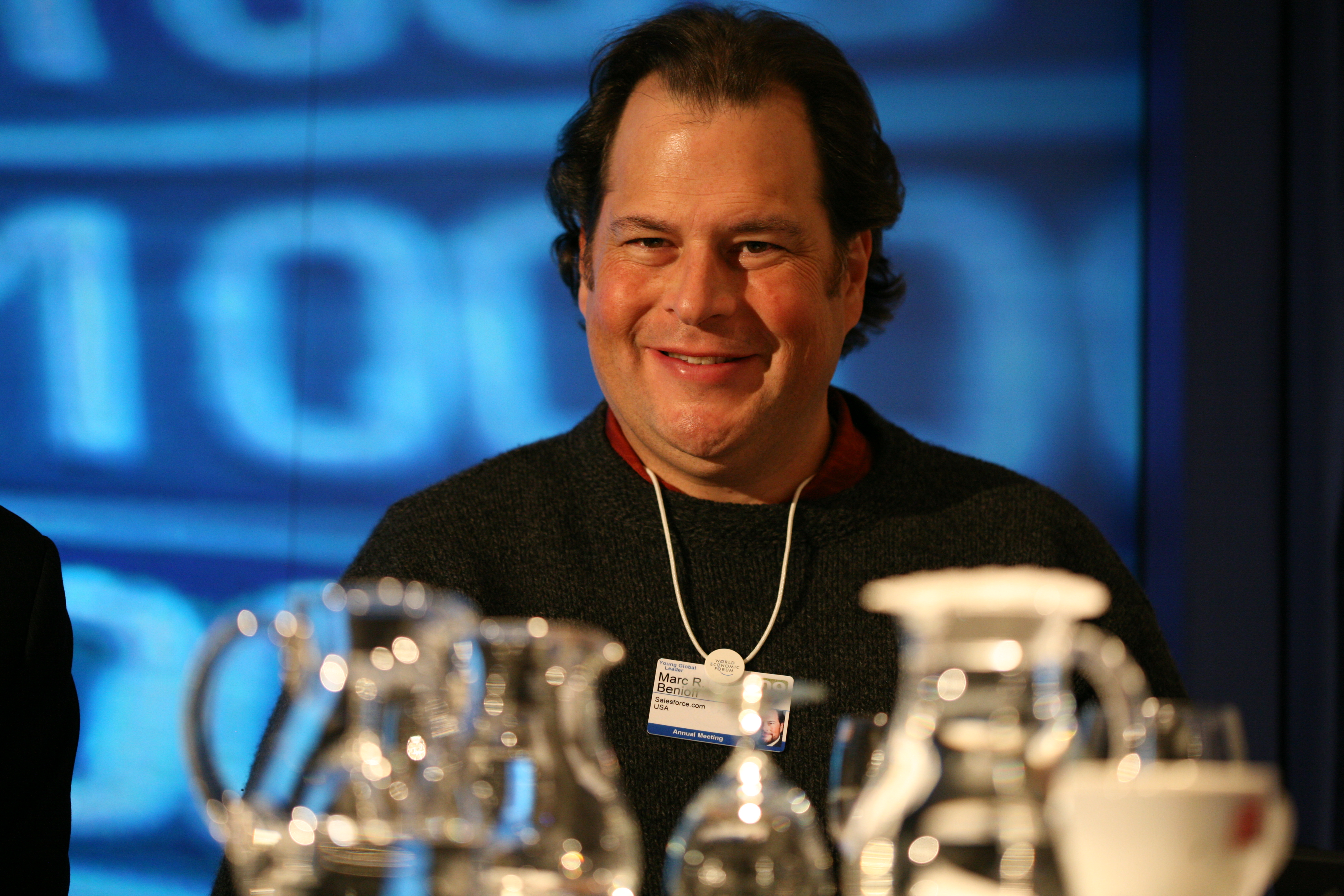
Marc Benioff en 2009

Además de fundar Salesforce en 1999, Benioff también fundó la Fundación Salesforce. La fundación utiliza un enfoque "1-1-1" para la filantropía corporativa, en el que la empresa dedica el uno por ciento del tiempo de los empleados como horas voluntarias, el uno por ciento de su producto y el uno por ciento de sus ingresos a causas benéficas.
En 2010, los Benioff donaron $100 millones al Hospital de Niños de la UCSF. En 2014, donaron $100 millones adicionales al hospital y $50 millones para financiar la investigación sobre el nacimiento prematuro. En 2019, los Benioff donaron $25 millones a la UCSF para crear el Centro Benioff de Medicina del Microbioma de la UCSF; $10 millones a Stanford para la Iniciativa de Terapias de Microbioma; y $35 millones para establecer una Iniciativa de Investigación del Cáncer de Próstata en la UCSF.
En 2016, Benioff anunció una donación de $10 millones a la Universidad de California - Santa Bárbara para establecer la Iniciativa Benioff Ocean.
En 2017, los Benioff se asociaron con la Fundación Nacional de Pesca y Vida Silvestre de EE. UU. y la Administración Nacional Oceánica y Atmosférica para formar el Programa de Investigación y Conservación de las Islas del Pacífico.
En 2019, los Benioff donaron $ 30 millones al Centro para Poblaciones Vulnerables para la Iniciativa de Vivienda y Personas sin Hogar de Benioff para estudiar los impactos de la falta de vivienda, la vivienda y la salud.
En enero de 2020, Benioff anunció que él y su esposa brindarían respaldo financiero a 1t.org para apoyar una iniciativa global para plantar y conservar 1 billón de árboles durante la próxima década.
En marzo de 2020, Benioff adquirió 50 millones de equipos de protección personal para hospitales y socorristas de COVID-19 en los Estados Unidos. En abril de 2020, Benioff donó más de $1 millón al Fondo de Respuesta y Recuperación de Give2SF COVID-19. En abril de 2021, Benioff y Salesforce enviaron un avión lleno de suministros médicos a India para ayudar al país a manejar la pandemia de COVID-19.
En octubre de 2020, Marc y Lynne Benioff fueron socios fundadores del Premio Earthshot del príncipe Guillermo, un programa para encontrar soluciones a problemas ambientales. En octubre de 2021, Benioff prometió una donación de $200 millones para plantar árboles y financiar a emprendedores con enfoque ecológico. Salesforce también donó $100 millones a las mismas causas.
En 2021, fueron miembros fundadores de la iniciativa Amigos de la Acción Oceánica del Foro Económico Mundial, que proporcionaron aproximadamente $ 11 millones en fondos.
Marc y Lynne Benioff han sido incluidos en las listas de los principales donantes de Forbes y Chronicle of Philanthropy .

## Activismo social
En marzo de 2015, Benioff anunció que Salesforce cancelaría todos los programas y viajes de los empleados en el estado de Indiana después de la aprobación de la Ley de Restauración de la Libertad Religiosa, un proyecto de ley que permitiría a las empresas y las personas optar por no atender a las personas LGBT en función de sus creencias religiosas. Benioff lideró un esfuerzo de líderes empresariales que lucharon contra la legislación, lo que llevó a que se promulgara una versión revisada del proyecto de ley que prohibía a las empresas negar servicios a alguien en función de su orientación sexual o identidad de género.
En abril de 2015, Benioff anunció que revisaría los salarios en Salesforce para garantizar que hombres y mujeres recibieran el mismo salario.
En febrero de 2016, Benioff anunció que Salesforce reduciría las inversiones en Georgia y cancelaría una conferencia si se aprobaba la HB 757, un proyecto de ley que permitiría a las empresas rechazar los servicios a parejas del mismo sexo. El gobernador vetó el proyecto de ley.
En una entrevista de octubre de 2018 con The Guardian, Benioff criticó a otros ejecutivos de la industria tecnológica por "acaparar" su dinero y negarse a ayudar a las personas sin hogar en el Área de la Bahía de San Francisco. En noviembre, Benioff anunció su apoyo a la medida de la Propuesta C de San Francisco que aumentaría los impuestos a las grandes corporaciones para ayudar a los residentes sin vivienda de la ciudad.
En septiembre de 2021, Benioff anunció que Salesforce reubicaría a los empleados de Texas que quisieran mudarse después de que entrara en vigencia una ley de aborto.